# 小河真文
小河 真文（おごう まふみ、弘化4年（1847年） - 明治4年12月3日（1872年1月12日））は、幕末の久留米藩士。真木和泉の影響を受けた尊王攘夷派で、久留米藩難事件の首魁。

## 生涯

### 参政暗殺
王政復古の大号令が為された直後の慶応4年（1868年）正月26日、小河と佐々金平ら15歳から21歳の若年尊王攘夷派24名が、久留米藩の参政で開国佐幕派であった不破美作を帰城途中に暗殺した。
小河らは美作の生首を掲げて登城し、家老・有馬主膳に斬奸主意書をかかげて佐賀筑前筑後肥後九州四カ国ので幕府支援のための上京中止と、藩論の改革を迫った。狼狽した藩首脳部は小河らの要求のまま動かされ、2月5日、小河ら参政暗殺団は無罪となり、藩論は尊攘方に一変した。藩政を担っていた開国佐幕派は追放され、2月には藩主が兵を率いて上京し、新政府側に従った。少年達の武力クーデターにより藩政を握った水野正名は、藩政を動かすための私兵として若者で編成した応変隊を使い、政敵や反対する者の暗殺による恐怖政治で政務を行った。
小河はさらに古松簡二と共に七生隊を編成して自ら隊長となる。奸物とみれば恣意的に処刑を行い、豪商や応変隊を批判した学者など、気に食わなければ白昼でも公衆の面前で斬るという殺人集団であった。小河らは水野に対しても暴力で威圧するようになり、明治3年に水野が京都で三条実美より命じられた郡県制度も拒否し、攘夷と封建制度の堅持を唱え、藩政の実権は水野をしのぎ小河や古松が握っていた。このような藩の情勢は、明治新政府に危険視された。

### 大楽源太郎隠匿
明治3年（1870年）の初め頃、応変隊と七生隊の有志が小河・古松を盟主として反政府活動を始める。4月5日、古松を頼って長州から脱走した大楽源太郎が筑後国に入ると、これを保護した。大楽は小河に「山口藩恢復」援助を依頼した。長州藩からの追っ手が掛かった大楽は柳川に逃亡、11月、大楽は小河を上妻郡尾島（現筑後市尾島）に招き、同志の保護・隠匿を求めた。
明治4年（1871年）2月13日、久留米城下の医者・宮川宅に集まり、小河と寺崎三矢吉、大楽源太郎、京都から来た立石正介で密議を行い、「京都同志が青蓮院宮を奉じて久留米に下向して義兵を挙げ、西洋心酔の政府を倒壊せんと決議せり」とした。
2月22日、古松簡二が弾正台の尋問を受け東京に移送された。3月10日、藩主・有馬頼咸が拘禁され弾正台で取り調べを受ける。東京の藩邸より本庄一行と林田瀬兵衛が急使として帰藩、大参事水野と小河の責任を追及した。3月13日、水野と小河は反政府の首魁として逮捕された。久留米藩は政府が派遣した他藩の兵が進駐して戒厳令下におかれ、反乱分子の追求・逮捕が行われた。
12月3日、判決が下され、小河は反乱事件の首魁者として斬首となった。享年25。
処刑を前に「私儀、元来方向を誤り、一時に暴挙すべく相企て候段、申しわくなく恐れ入り候」と述べている。